# Креветочная паста

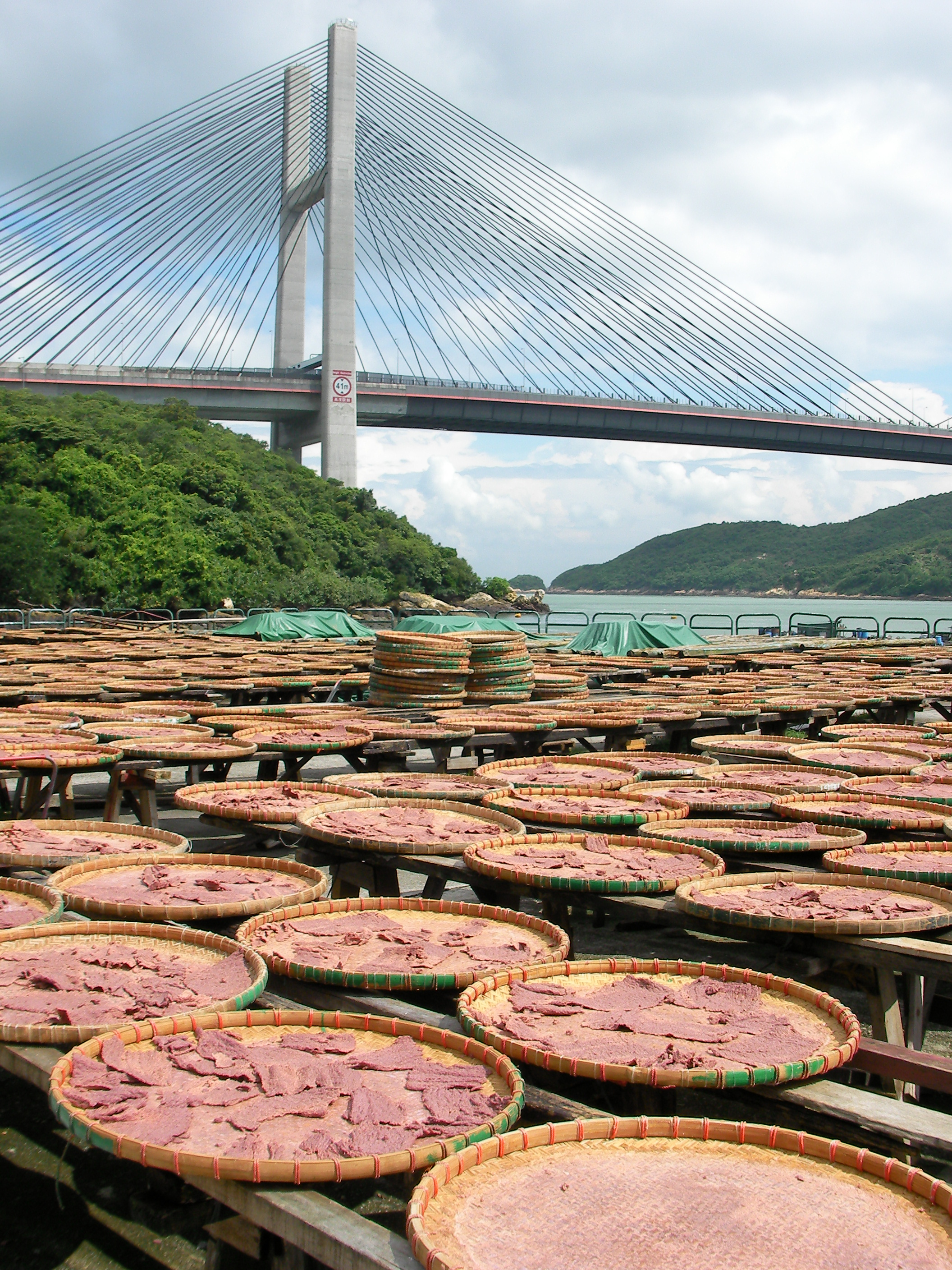
Сушка креветочной пасты в Гонконге.

Креветочная паста (креветочный соус) — ингредиент для приготовления различных блюд в кухнях стран Юго-Восточной Азии и Китая. Этот ингредиент в индонезийской кухне известен под названием тераси, в тайской — капи, в малайской — белачан, во вьетнамской — мам-том (вьет. mắm tôm), в филиппинской — араманго. Использование креветочной пасты в восточноазиатской кухне имеет давнюю историю.
Паста производится путём ферментации криля (мелких креветок). Для многих людей из западных стран, не знакомых с данной приправой, её запах может показаться неприятным (особенно с учётом того, что он похож на запах пряности асафетиды), однако на Востоке она является важным компонентом для приготовления карри и различных видов соусов. Креветочная паста может выступать в качестве приправы для многих блюд тайской, малайской и индонезийской кухонь, часто являясь ингредиентом для соусов, которыми заправляют овощи или рыбу.
Разные виды креветочной пасты могут сильно отличаться по своему внешнему виду. Например, креветочная паста, производимая в Гонконге и Вьетнаме, обычно светло-розовато-серая, а производимая в Таиланде — тёмно-коричневая. Большая часть видов креветочной пасты имеет едкий запах, однако некоторые особо качественные варианты могут иметь и приятный аромат. Рынки, расположенные вблизи деревень, где непосредственно происходит процесс производства пасты, считаются наиболее подходящими местами для нахождения лучших её вариантов. В различных азиатских кухнях креветочная паста может использоваться по-разному, поэтому зачастую у разных её видов отличны не только аромат, но и, например, состав и солёность.